# Talaromyces marneffei
Talaromyces marneffei (Segretain, Capponi & Sureau) Samson, N. Yilmaz, Frisvad & Seifert – gatunek grzybów z rodziny kropidlakowatych (Aspergillaceae).

## Systematyka i nazewnictwo
Pozycja w klasyfikacji według Index Fungorum: Aspergillus, Aspergillaceae, Eurotiales, Eurotiomycetidae, Eurotiomycetes, Pezizomycotina, Ascomycota, Fungi.
Po raz pierwszy opisali go w 1960 r. Segretain, Capponi i Sureau, inadając mu nazwę Penicillium marneffei. W 2011 r. na podstawie badań molekularnych Samson, N. Yilmaz, Frisvad i Seifert przenieśli go dorodzaju Talaromyces.

## Charakterystyka
Grzyb dymorficzny występujący w tropikalnych regionach Azji Południowo-Wschodniej. Wywołuje u ludzi potencjalnie śmiertelną chorobę zwaną talaromykozą. Główne rejony jej występowanie to Tajlandia, Wietnam, północno-wschodnie Indie, południowe Chiny, Hongkong, Tajwan, Laos, Malezja, Birma, Kambodża i Laos (4). Pojedyncze przypadki odnotowano w USA, Kanadzie, Argentynie, Brazylii i Burkina Faso.